# چیتاراکه
چیتاراکه (انگلیسی: Chitaraque) نام یک منطقه مسکونی در کلمبیا است.